# Pteropus tonganus
Pteropus tonganus — вид рукокрилих, родини Криланових.

## Поширення, поведінка
Країни поширення: Американське Самоа, Острови Кука, Фіджі, Нова Каледонія, Ніуе, Папуа Нова Гвінея, Самоа, Соломонові Острови, Тонга, Вануату, Волліс і Футуна. Цей вид зазвичай зустрічається у великих колоніях, які спочивають на великих деревах. Він був записаний в тропічних вологих лісах, мангрових лісах і харчується на плантаціях таких культур як банани і динне дерево. Самиці найчастіше народжують одне дитинча, іноді бувають двійнята.